# 塚田健太
塚田 健太（つかだ けんた、1991年4月1日 - ）は、日本の俳優、ファッションモデルである。千葉県出身。身長175cm。

## 来歴
雑誌『ニコラ』のメンズモデルを経て、テレビドラマ『生徒諸君!』や映画『砂時計』などに出演。
2010年8月に俳優集団NAKED BOYZの結成メンバーとなるが、同年12月に他のスターダストプロモーション所属者5名とともに脱退。

## 出演

### テレビドラマ
- 生徒諸君!（2007年4月 - 6月、テレビ朝日） - 恩田蓮 役
- NEXT 第2・3話「恋する杏理☆推理中」（2009年4月、関西テレビ） - 大和勇気 役

### 映画
- 砂時計（2008年、東宝） - 月島藤 役
- 那須少年記（2008年、アクト21/ウィズピクチャーズ） - アキラ 役
- second coming（2008年、東京芸術大学） - サトル 役

### 雑誌
- ニコラ（新潮社）
- ラブベリー（徳間書店）